# Kanton Mouthoumet
Der Kanton Mouthoumet war bis 2015 ein französischer Wahlkreis im Département Aude und in der Region Languedoc-Roussillon. Er umfasste 18 Gemeinden im Arrondissement Carcassonne; sein Hauptort (frz.: chef-lieu) war Mouthoumet. Die landesweiten Änderungen in der Zusammensetzung der Kantone brachten im März 2015 seine Auflösung.
Der Kanton war 274,97 km2 groß und hatte 1404 Einwohner (Stand 2012).

## Gemeinden
| Gemeinde            | Einwohner (Stand: 2022) | Code postal | Code Insee |
| ------------------- | ----------------------- | ----------- | ---------- |
| Albières            | 111                     | 11330       | 11007      |
| Auriac              | 33                      | 11330       | 11020      |
| Bouisse             | 103                     | 11330       | 11044      |
| Davejean            | 147                     | 11330       | 11117      |
| Dernacueillette     | 44                      | 11330       | 11118      |
| Félines-Termenès    | 133                     | 11330       | 11137      |
| Lairière            | 52                      | 11330       | 11186      |
| Lanet               | 59                      | 11330       | 11187      |
| Laroque-de-Fa       | 141                     | 11330       | 11191      |
| Massac              | 28                      | 11330       | 11224      |
| Montjoi             | 40                      | 11330       | 11250      |
| Mouthoumet          | 115                     | 11330       | 11260      |
| Palairac            | 31                      | 11330       | 11271      |
| Salza               | 28                      | 11330       | 11374      |
| Soulatgé            | 130                     | 11330       | 11384      |
| Termes              | 49                      | 11330       | 11388      |
| Vignevieille        | 106                     | 11330       | 11409      |
| Villerouge-Termenès | 163                     | 11330       | 11435      |

## Bevölkerungsentwicklung
| 1962 | 1968 | 1975 | 1982 | 1990 | 1999 | 2006 | 2012 |
| ---- | ---- | ---- | ---- | ---- | ---- | ---- | ---- |
| 1541 | 1355 | 1134 | 1222 | 1200 | 1253 | 1378 | 1404 |